# Stanisław Rabiej (duchowny)
Stanisław Jan Rabiej (ur. 7 września 1959 w Zabrzu) – polski prezbiter katolicki, teolog specjalizujący się w antropologii teologicznej, teologii dogmatycznej i ekumenizmie.

## Życiorys
Urodził się w Zabrzu. Po zdaniu matury w 1978 r. podjął studia w Wyższym Seminarium Duchownym Śląska Opolskiego w Nysie. Święcenia kapłańskie przyjął w 1984. W 1985 uzyskał na Katolickim Uniwersytecie Lubelskim tytuł magistra teologii, a 2 lata później licencjat rzymski z teologii na tej samej uczelni. W 1989 r. uzyskał stopień doktora nauk teologicznych. Był w tym czasie asystentem profesora na KUL-u oraz redaktorem Encyklopedii Katolickiej. Od 1990 pracował w Wyższym Seminarium Duchownym Śląska Opolskiego, a następnie na Wydziale Teologicznym Uniwersytetu Opolskiego. W 1998 otrzymał stopień doktora habilitowanego za rozprawę pt. In Spiritu Et Veritate. Kult ofiarniczy w chrześcijaństwie i innych religiach na Akademii Teologii Katolickiej. W 2000 r. został profesorem nadzwyczajnym na UO, a rok później profesorem na Uniwersytecie Karola w Pradze. W marcu 2004 r. nadano mu tytuł naukowy profesora.
Pełnił wiele istotnych funkcji na Uniwersytecie Opolskim, wśród których m.in.: kierownika studiów doktoranckich w 2000 r., rok później kierownika Katedry Badań nad Integracją. W latach 2005–2008 prodziekan Wydziału Teologicznego, a w latach 2008–2012 dziekan tego wydziału.

## Publikacje
- Bóg w Chrystusie, wyd. UO WT, Opole 1997.
- In spiritu et veritate, wyd. UO WT, Opole 1998.
- Duchowe dziedzictwo Europy, wyd. UO WT, Opole 1998.
- Kościół na przełomie tysiącleci, wyd. UO WT, Opole 2000.
- Teologia w jednoczonej Europie, wyd. UO WT, Opole 2001.
- Wobec sprawiedliwości, wyd. UO, Opole 1999.
- Prawda wobec rozumu i wiary, wyd. UO WT, Opole 1999.
- Integracja dla integracji, wyd. UO WT, Opole 2002.